# Lithacodia semichalcea
Lithacodia semichalcea là một loài bướm đêm trong họ Noctuidae.